# Suriname National Training Authority
De Suriname National Training Authority (Suriname NTA, SNTA) is een Surinaamse overheidsinstelling die in 2019 werd opgericht met het doel het beroepsonderwijs zodanig te hervormen dat de kwalificatiestructuur voldoet aan de standaarden die internationaal gelden. De SNTA werd op 7 februari 2019 bij wet opgericht toen De Nationale Assemblée de ontwerpwet houdende instelling van de Suriname National Training Authority goedkeurde.
Het doel van de autoriteit is om tot verbetering te komen van het Surinaamse technische en beroepsonderwijs en aansluiting te krijgen op de vraag die er op de arbeidsmarkt leeft. De betere inzetbaarheid van werknemers moet een positieve uitwerking op de economie van het land hebben.
Indien de NTA aan de vereisten van de Caribbean Association of National Training Authorities (CANTA) voldoet, wordt Suriname als Caricom-lid automatisch bevoegd de internationaal erkende CVQ-certificaten toe te kennen, de afkorting voor Caribbean Vocational Qualifications.
In november 2019 werd officieel het naambord onthuld aan de Slangenhoutstraat en werd daar aan de bouw van de vestiging begonnen. De NTA is al begonnen met haar werk en heeft een hub op het nabij gelegen Polytechnic College Suriname. Eind 2019 waren er door de tussenkomst van de SNTA 13 praktijklokalen gebouwd en 23 verbouwd.